# Харапа
Харапа је археолошко налазиште у Панџабу, у Пакистану, око 24 километра западно од Сахивала. Име је добило по савременом селу у близини некадашњег тока реке Рави, која данас тече 8 километара северно. Харапа је типско налазиште цивилизације долине Инда из периода бронзаног доба, јер је била прво налазиште ове цивилизације које је ископао Археолошки завод Индије током британске власти, иако њен значај није постао очигледан све до открића Мохенџо-дарa неколико година касније. Из тог разлога, цивилизација долине Инда се понекад назива „харапска цивилизација”, термин који је Археолошки завод Индије чешће користио након деколонизације 1947. године. Откриће Харапе и, убрзо потом, Мохенџо-дара, два велика урбана насеља цивилизације долине Инда, било је кулминација рада започетог након оснивања Археолошког завода Индије 1861. године.
Сматра се да је град Харапа на свом врхунцу током зреле харапске фазе (2600. п. н. е. – 1900. п. н. е.) имао чак 23.500 становника и заузимао површину од око 150 хектара, са кућама од печене цигле, што се за то време сматра великим насељем.
Древни град Харапа је знатно оштећен под британском влашћу када су цигле из рушевина коришћене као подлога за изградњу железничке пруге Лахор–Мултан. Савремено село Харапа налази се на мање од једног километра од древног налазишта. Иако модерна Харапа има стару железничку станицу из британског периода, данас је то мање раскршће са 15.000 становника. Године 2004, налазиште је додато на прелиминарну листу Унескове светске баштине. Године 2005, контроверзни пројекат забавног парка на овој локацији је напуштен када су градитељи у раним фазама радова ископали многе археолошке артефакте.

## Историја
Харапска цивилизација има своје најраније корене у културама као што је Мергар, око 6000. године п. н. е. Два највећа града, Мохенџо-даро и Харапа, појавила су се око 2600. п. н. е. дуж долине реке Инд у Панџабу и Синду. Цивилизација, која је можда имала сопствено писмо, урбане центре, дренажни систем и разноврсни друштвени и економски систем, поново је откривена 1920-их након ископавања у Мохенџо-дару у Синду, у близини Ларкане, и у харапским градовима, у западном Панџабу јужно од Лахора. Откривен је и проучен велики број других налазишта, која се простиру од подножја Хималаја у источном Панџабу, на западу, до Гуџарата на југу и истоку, као и до Белуџистана на западу. Иако је археолошко налазиште у Харапа оштећено 1857, када су инжењери који су градили железничку пругу Лахор–Мултан користили цигле из харапских рушевина као подлогу, ипак је пронађена велика количина артефаката.
Због смањеног нивоа мора, одређени региони су у касном харапском периоду били напуштени. Пред сам крај, харапска цивилизација изгубила је одлике као што су писање и хидротехника. Као резултат тога, насеља у долини Ганга добила су на значају, а градови дуж Ганга су се развили.
Најранија налазишта која се могу препознати као харапска датирају из 3500. п. н. е. Ова рана фаза трајала је до око 2600. п. н. е. Зрела фаза цивилизације трајала је од 2600. п. н. е. до 2000. п. н. е. Тада су велики градови били на свом врхунцу. Затим је, од око 2000. п. н. е., уследио постепено опадање које је трајало до 1400. п. н. е. – што се обично назива каснохарапски период. Нема знакова да су харапски градови били уништени од стране освајача. Докази снажно указују на природне узроке. Бројне студије показују да је област, која је данас пустиња Тар, некада била знатно влажнија и да је клима постепено постала сушнија.

## Култура и привреда
Цивилизација долине Инда била је у основи урбана култура, одржавана вишком пољопривредне производње и трговином, која је укључивала размену са Еламом и Сумером у јужној Месопотамији. И Мохенџо-даро и Харапа се генерално карактеришу као градови са „разноврсним стамбеним четвртима, кућама од цигле са равним крововима и утврђеним административним или религиозним центрима”. Иако су ове сличности довеле до расправа о постојању стандардизованог урбаног планирања, оне су углавном последица присуства полуортогоналног типа грађанског распореда, а упоређивање изгледа Мохенџо-дарa и Харапе показује да су, у ствари, уређени на прилично различите начине.
С друге стране, тежине и мере цивилизације долине Инда биле су стандардизоване и прилагођене одређеној скали градација. Користили су се препознатљиви печати, можда за идентификацију власништва и транспорт робе. Иако су бакар и бронза били у употреби, гвожђе још није било коришћено. „Памук се ткао и бојио за одећу; узгајани су пшеница, пиринач и разне врсте поврћа и воћа; припитомљено је више животиња, укључујући грбавог бика”, као и „живина за борбу”. На свим већим налазиштима у долини Инда пронађено је обиље грнчарије израђене на витлу, од којих су неке украшене животињским и геометријским мотивима. Централизована управа за сваки град се може претпоставити на основу откривене културне уједначености, али остаје неизвесно да ли је власт била у рукама трговачке олигархије. Харапљани су имали бројне трговачке руте дуж реке Инд, које су се простирале све до Персијског залива, Месопотамије и Египта. Међу највреднијим трговачким добрима били су карнеол и лапис лазули.
Јасно је да харапско друштво није било у потпуности мирољубиво, јер су људски скелетни остаци показали једну од највиших стопа повреда (15,5%) у праисторији јужне Азије. Прегледи харапских скелета често су откривали ране које су вероватно биле нанете у борбама. Палеопатолошке анализе показале су да су лепра и туберкулоза били присутни у Харапи, а највећа распрострањеност болести и траума откривена је на скелетима из области Г (костурнице смештене југоисточно од градских зидина). Осим тога, стопе краниофацијалних повреда и инфекција су се повећавале током времена, што указује да је цивилизација пропадала услед болести и насиља. Биоархеолози који су испитивали остатке сугеришу да комбиновани докази о разликама у погребним праксама и здравственом стању указују на то да су неки појединци и заједнице у Харапи били искључени из приступа основним ресурсима као што су здравствена заштита и сигурност.

## Трговина
Харапљани су трговали са древном Месопотамијом, посебно са Еламом, као и са другим областима. Памучни текстил и пољопривредни производи били су главни предмети трговине. Харапски трговци су такође имали набавне колоније у Месопотамији, које су служиле као трговачки центри. Поред тога, интензивно су трговали са становницима јужне Индије, у близини савремене Карнатаке, како би од њих набављали злато и бакар.

## Археологија
Ископавачи налазишта су предложили следећу хронологију насељавања Харапе:
1. Рави аспект Хакра фазе, око 3300–2800. п. н. е.
2. Кот Диџијска (рана харапска) фаза, око 2800–2600. п. н. е.
3. Харапска фаза, око 2600–1900. п. н. е.
4. Транзициона фаза, око 1900–1800. п. н. е.
5. Каснохарапска фаза, око 1800–1300. п. н. е.

Насеље је у првом периоду заузимало површину од око 7 до 10 хектара, али након ископавања и налаза грнчарије на Брду Е, као и раније пронађене грнчарије на Брду АБ, претпоставља се да би Рави/Хакра фаза могла да се прошири, заједно са оба брда, на 25 хектара.
Током другог периода, познатог као Кот Диџијска фаза, дошло је до проширења на иста два брда, АБ и Е, покривајући преко 27 хектара.
У трећем периоду, познатом као Харапска фаза, насеље је достигло 150 хектара.
Најфинији и најтајанственији артефакти који су до сада ископани су мали квадратни печати од стеатита са урезаним људским или животињским мотивима. Велики број печата пронађен је на таквим налазиштима као што су Мохенџо-даро и Харапа. Многи носе пиктографске натписе који се генерално сматрају обликом писма или симбола. Упркос напорима филолога са свих крајева света и коришћењу савремене криптографске анализе, знаци остају недешифровани. Такође, није познато да ли они одражавају прото-дравидски или други не-ведски језик. Примењивање иконографије и епиграфике цивилизације долине Инда на историјски познате културе изузетно је проблематично, делимично због прилично слабе археолошке поткрепе за такве тврдње, као и због пројекције савремених политичких питања јужне Азије на археолошке записе тог подручја.
Фебруара 2006, један учитељ из села Сембиан-Кандијур у Тамил Надуу, открио је камени келт (алат) са натписом, за који се процењује да је стар око 3500. година. Индијски епиграф Ирватам Махадеван поставио је хипотезу да су четири знака исписана писмом долине Инда и назвао овај налаз „највећим археолошким открићем века у Тамил Надуу”. На основу ових доказа, Махадеван је предложио да је језик који се користио у долини Инда био дравидског порекла. Међутим, одсуство бронзаног доба у јужној Индији, у контексту познавања техника израде бронзе у културама долине Инда, поставља питање валидности ове хипотезе.
Подручје касног харапског периода обухватало је области Дејмбада у Махараштри и региона Бадахшан у Авганистану. Подручје које је покривала ова цивилизација било би веома велико, са удаљеношћу од око 2400 километара.

## Симболи
Теракотне и камене табле које су ископане у Харапи, а које су путем угљеничног датирања постављене у период од 3300–3200. п. н. е., садрже ознаке у облику трозубаца и биљака. „Велико је питање да ли можемо оно што смо пронашли назвати правим писмом, али смо пронашли симболе који имају сличности са ономе што је касније постало писмо долине Инда”, рекао је др Ричард Медоу са Универзитета Харвард, директор Харапског археолошког истраживачког пројекта. Ови примитивни симболи датирају нешто раније од примитивног писма Сумераца из Месопотамије, датираног на око 3100. п. н. е. Ове ознаке имају сличности са оним што је касније постало протоиндијско писмо, које још увек није потпуно дешифровано.